# Huize Sri Wedari
Huize Sri Wedari is een pand gelegen aan het Sweelinckplein en de Banstraat in Den Haag. Het is gebouwd in 1893 naar een ontwerp van Nicolaas Molenaar sr. in de trant van de Hollandse neorenaissance. Het gebouw heeft punt- en trapgevels, ontlastingsbogen op kapitelen en boogtrommel met vlechtwerk. Aan de Banstraat bevindt zich een veelhoekige toren met naaldspits.
Het gebouw is erkend als rijksmonument en onderdeel van het beschermde stadsgezicht waartoe dit deel van Duinoord behoort.